# Клубный чемпионат Германии по теннису среди женщин 2010
Клубный чемпионат Германии по теннису среди женщин 2010 (оно же — 1-я немецкая Бундеслига по теннису среди женщин) — традиционный показательный теннисный турнир, проводящийся по ходу года в Германии. Соревнование проводится по круговой схеме: каждая команда состоит из профессиональных теннисисток, а каждая матчевая встреча - из шести одиночных матчей и трёх парных.
В 2010 году турнир стартовал 14 мая и завершился 11 июля.

## Заявочный лист
| Команда              |                      |
| -------------------- | -------------------- |
| TC Karlsruhe Rüppurr | (недоступная ссылка) |
| TC WattExtra Bocholt | (недоступная ссылка) |
| TC Zamek Benrath     | (недоступная ссылка) |
| TC ZWS Moers 08      | (недоступная ссылка) |
| TEC Waldau Stuttgart | (недоступная ссылка) |
| THC im VfL Bochum    | (недоступная ссылка) |
| Vacono TC Radolfzell | (недоступная ссылка) |

## Результаты по игровым дням

### 1-й день (14 мая2010)
|                 |    | THC im VfL Bochum                     | TEC Waldau Stuttgart             | Счёт           | Итог      |
| --------------- | -- | ------------------------------------- | -------------------------------- | -------------- | --------- |
| Одиночные матчи | 1. | Анастасия Севастова                   | Кирстен Флипкенс                 | 7:5 3:6 1:0(0) | 1-0       |
| Одиночные матчи | 2. | Зузана Кучова                         | Кристина Барруа                  | 6:4 4:6 1:0(4) | 2-0       |
| Одиночные матчи | 3. | Доминика Ноциярова                    | Ивонн Мойсбургер                 | 1:6 1:6        | 2-1       |
| Одиночные матчи | 4. | Мария Кондратьева                     | Юханна Ларссон                   | 3:6 2:6        | 2-2       |
| Одиночные матчи | 5. | Магдалена Кищинска                    | Лина Станчюте                    | 4:6 4:6        | 2-3       |
| Одиночные матчи | 6. | Нина Цандер                           | Корина Перкович                  | 6:4 6:3        | 3-3       |
| Парные матчи    | 1. | Анастасия Севастова Зузана Кучова     | Кристина Барруа Ивонн Мойсбургер | 7:5 3:6 1:0    | 4-3 (1-0) |
| Парные матчи    | 2. | Доминика Ноциярова Магдалена Кищинска | Кирстен Флипкенс Ясмин Вёр       | 2:6 2:6        | 4-4 (1-1) |
| Парные матчи    | 3. | Мария Кондратьева Нина Цандер         | Юханна Ларссон Лина Станчюте     | 3:6 7:5 1:0    | 5-4 (2-1) |

|                 |    | THC im VfL Bochum                  | TEC Waldau Stuttgart                  | Счёт    | Итог      |
| --------------- | -- | ---------------------------------- | ------------------------------------- | ------- | --------- |
| Одиночные матчи | 1. | Сибиль Баммер                      | Ярмила Грот                           | 2:6 1:6 | 0-1       |
| Одиночные матчи | 2. | Анжелика Кербер                    | Рената Ворачова                       | 6:0 6:4 | 1-1       |
| Одиночные матчи | 3. | Татьяна Малек                      | Екатерина Иванова                     | 7:6 6:4 | 2-1       |
| Одиночные матчи | 4. | Эдина Галловиц                     | Юстина Оцга                           | 6:4 6:3 | 3-1       |
| Одиночные матчи | 5. | Катрин Вёрле                       | Марлот Медденс                        | 6:3 6:2 | 4-1       |
| Одиночные матчи | 6. | Сесиль Каратанчева                 | Ванесса Хенке                         | 6:3 6:0 | 5-1       |
| Парные матчи    | 1. | Татьяна Малек Каталина Мароши      | Аранча Парра Сантонха Рената Ворачова | 3:6 2:6 | 5-2 (0-1) |
| Парные матчи    | 2. | Катрин Вёрле Юлия Бейгельзимер     | Ярмила Грот Екатерина Иванова         | 4:6 3:6 | 5-3 (0-2) |
| Парные матчи    | 3. | Сесиль Каратанчева Жанетт Гусарова | Юстина Оцга Аманда Хопманс            | 6:1 6:3 | 6-3 (1-2) |

|                 |    | THC im VfL Bochum                          | TEC Waldau Stuttgart               | Счёт           | Итог      |
| --------------- | -- | ------------------------------------------ | ---------------------------------- | -------------- | --------- |
| Одиночные матчи | 1. | Барбора Заглавова-Стрыцова                 | Юлия Гёргес                        | 2:6 5:7        | 0-1       |
| Одиночные матчи | 2. | Лилия Остерло                              | Патриция Майр                      | 2:6 3:6        | 0-2       |
| Одиночные матчи | 3. | Юлия Шруфф                                 | Лаура Поус Тио                     | 6:0 6:1        | 1-2       |
| Одиночные матчи | 4. | Ева Бирнерова                              | Юлия Бабилон                       | 6:2 6:2        | 2-2       |
| Одиночные матчи | 5. | Грета Арн                                  | Сабина Клашка                      | 7:6 6:1        | 3-2       |
| Одиночные матчи | 6. | Мара Сантанжело                            | Станислава Грозенска               | 7:5 4:6 0:1(0) | 3-3       |
| Парные матчи    | 1. | Лилия Остерло Лаура Зигемунд               | Юлия Гёргес Юлия Бабилон           | 5:7 2:6        | 3-4 (0-1) |
| Парные матчи    | 2. | Барбора Заглавова-Стрыцова Мара Сантанжело | Патриция Майр Станислава Грозенска | 6:2 6:4        | 4-4 (1-1) |
| Парные матчи    | 3. | Юлия Шруфф Ева Бирнерова                   | Лаура Поус Тио Михел Герардс       | 6:1 6:1        | 5-4 (2-1) |

### 2-й день (16 мая2010)
|                 |    | TEC Waldau Stuttgart             | Vacono TC Radolfzell            | Счёт               | Итог      |
| --------------- | -- | -------------------------------- | ------------------------------- | ------------------ | --------- |
| Одиночные матчи | 1. | Кирстен Флипкенс                 | Сибиль Баммер                   | 3:6 2:6            | 0-1       |
| Одиночные матчи | 2. | Кристина Барруа                  | Татьяна Малек                   | 6:4 6:1            | 1-1       |
| Одиночные матчи | 3. | Ивонн Мойсбургер                 | Эдина Галловитц                 | 6:3 6:7(3) 1:0(5)  | 2-1       |
| Одиночные матчи | 4. | Юханна Ларссон                   | Катрин Вёрле                    | 6:2 6:3            | 3-1       |
| Одиночные матчи | 5. | Лина Станчюте                    | Сесиль Каратанчева              | 6:3 6:2            | 4-1       |
| Одиночные матчи | 6. | Корина Перкович                  | Юлия Бейгельзимер               | 7:6(1) 2:6 1:0(12) | 5-1       |
| Парные матчи    | 1. | Кристина Барруа Ивонн Мойсбургер | Татьяна Малек Эдина Галловитц   | 6:3 6:4            | 6-1 (1-0) |
| Парные матчи    | 2. | Кирстен Флипкенс Ясмин Вёр       | Катрин Вёрле Юлия Бейгельзимер  | 6:0 6:2            | 7-1 (2-0) |
| Парные матчи    | 3. | Юханна Ларссон Лина Станчюте     | Каталина Мароши Жанетт Гусарова | 6:2 7:6(5)         | 8-1 (3-0) |

|                 |    | TC Karlsruhe Rüppurr            | TC WattExtra Bocholt              | Счёт           | Итог      |
| --------------- | -- | ------------------------------- | --------------------------------- | -------------- | --------- |
| Одиночные матчи | 1. | Штефани Фёгеле                  | Аранча Парра Сантонха             | 6:4 6:3        | 1-0       |
| Одиночные матчи | 2. | Мэнди Минелла                   | Ярмила Грот                       | 6:3 1:6 0:1(7) | 1-1       |
| Одиночные матчи | 3. | Реца-Луца Яни                   | Рената Ворачова                   | 3:6 1:6        | 1-2       |
| Одиночные матчи | 4. | Штефани Герляйн                 | Екатерина Иванова                 | 4:6 1:6        | 1-3       |
| Одиночные матчи | 5. | Скарлетт Вернер                 | Юстина Оцга                       | 3:6 5:7        | 1-4       |
| Одиночные матчи | 6. | Татьяна Пряхин                  | Аманда Хопманс                    | 6:3 6:4        | 2-4       |
| Парные матчи    | 1. | Штефани Фёгеле Мэнди Минелла    | Аранча Парра Сантонха Ярмила Грот | 4:6 4:6        | 2-5 (0-1) |
| Парные матчи    | 2. | Реца-Луца Яни Татьяна Пряхин    | Екатерина Иванова Юстина Оцга     | 2:6 2:6        | 2-6 (0-2) |
| Парные матчи    | 3. | Штефани Герляйн Скарлетт Вернер | Марлот Медденс Ванесса Хенке      | 3:6 7:5 1:0    | 3-6 (1-2) |

|                 |    | THC im VfL Bochum                     | TC Zamek Benrath                           | Счёт            | Итог      |
| --------------- | -- | ------------------------------------- | ------------------------------------------ | --------------- | --------- |
| Одиночные матчи | 1. | Зузана Кучова                         | Барбора Заглавова-Стрыцова                 | 6:0 6:2         | 1-0       |
| Одиночные матчи | 2. | Доминика Ноциярова                    | Лилия Остерло                              | 1:6 2:6         | 1-1       |
| Одиночные матчи | 3. | Магдалена Кищинска                    | Юлия Шруфф                                 | 0:6 0:6         | 1-2       |
| Одиночные матчи | 4. | Нина Цандер                           | Ева Бирнерова                              | 7:5 6:2         | 2-2       |
| Одиночные матчи | 5. | Ханна Крампе                          | Лаура Зигемунд                             | 2:6 3:6         | 2-3       |
| Одиночные матчи | 6. | Дина Пфайзенмайер                     | Мара Сантанжело                            | 6:1 6:4         | 3-3       |
| Парные матчи    | 1. | Доминика Ноциярова Магдалена Кищинска | Лилия Остерло Лаура Зигемунд               | 6:7(3) 1:6      | 3-4 (0-1) |
| Парные матчи    | 2. | Зузана Кучова Нина Цандер             | Барбора Заглавова-Стрыцова Мара Сантанжело | 2:6 1:3 — отказ | 3-5 (0-2) |
| Парные матчи    | 3. | Ханна Крампе Дина Пфайзенмайер        | Юлия Шруфф Ева Бирнерова                   | 6:4 6:3         | 4-5 (1-2) |

### 3-й день (30 мая2010)
|                 |    | THC im VfL Bochum                | TEC Waldau Stuttgart          | Счёт           | Итог      |
| --------------- | -- | -------------------------------- | ----------------------------- | -------------- | --------- |
| Одиночные матчи | 1. | Клара Закопалова                 | Лилия Остерло                 | 6:1 4:6 1:0    | 1-0       |
| Одиночные матчи | 2. | Рената Ворачова                  | Юлия Шруфф                    | 6:7(4) 6:7(4)  | 1-1       |
| Одиночные матчи | 3. | Анастасия Екимова                | Ирина-Камелия Бегу            | 7:5 3:6 1:0    | 2-1       |
| Одиночные матчи | 4. | Юстина Оцга                      | Ева Бирнерова                 | 7:5 6:4        | 3-1       |
| Одиночные матчи | 5. | Аманда Хопманс                   | Грета Арн                     | 2:6 2:6        | 3-2       |
| Одиночные матчи | 6. | Ванесса Хенке                    | Лаура Зигемунд                | 1:6 3:6        | 3-3       |
| Парные матчи    | 1. | Клара Закопалова Рената Ворачова | Лилия Остерло Ева Бирнерова   | 6:4 6:2        | 4-3 (1-0) |
| Парные матчи    | 2. | Анастасия Екимова Юстина Оцга    | Юлия Шруфф Ирина-Камелия Бегу | 6:7(0) 6:4 1:0 | 5-3 (2-0) |
| Парные матчи    | 3. | Аманда Хопманс Ванесса Хенке     | Грета Арн Мара Сантанжело     | 2:6 1:6        | 5-4 (2-1) |

|                 |    | THC im VfL Bochum                | TEC Waldau Stuttgart                    | Счёт        | Итог      |
| --------------- | -- | -------------------------------- | --------------------------------------- | ----------- | --------- |
| Одиночные матчи | 1. | Сибиль Баммер                    | Мелинда Цинк                            | 3:6 6:3 1:0 | 1-0       |
| Одиночные матчи | 2. | Анжелика Кербер                  | Анастасия Севастова                     | 3:6 4:6     | 1-1       |
| Одиночные матчи | 3. | Татьяна Малек                    | Лиана-Габриэла Унгур                    | 6:3 6:2     | 2-1       |
| Одиночные матчи | 4. | Эдина Галловиц                   | Доминика Ноциярова                      | 6:4 6:4     | 3-1       |
| Одиночные матчи | 5. | Марта Домаховска                 | Магдалена Кищинска                      | 6:1 6:4     | 4-1       |
| Одиночные матчи | 6. | Сесиль Каратанчева               | Нина Цандер                             | 4:6 3:6     | 4-2       |
| Парные матчи    | 1. | Сибиль Баммер Татьяна Малек      | Мелинда Цинк Доминика Ноциярова         | 6:3 6:2     | 5-2 (1-0) |
| Парные матчи    | 2. | Анжелика Кербер Ленка Твароскова | Анастасия Севастова Нина Цандер         | 7:6(4) 6:1  | 6-2 (2-0) |
| Парные матчи    | 3. | Эдина Галловиц Марта Домаховска  | Лиана-Габриэла Унгур Магдалена Кищинска | 6:2 6:1     | 7-2 (3-0) |

|                 |    | THC im VfL Bochum                  | TEC Waldau Stuttgart            | Счёт          | Итог      |
| --------------- | -- | ---------------------------------- | ------------------------------- | ------------- | --------- |
| Одиночные матчи | 1. | Екатерина Бычкова                  | Мелани Клаффнер                 | 6:2 6:2       | 1-0       |
| Одиночные матчи | 2. | Патриция Майр                      | Штефани Герляйн                 | 3:6 4:6       | 1-1       |
| Одиночные матчи | 3. | Лаура Поус Тио                     | Татьяна Пряхин                  | 6:2 6:1       | 2-1       |
| Одиночные матчи | 4. | Юлия Бабилон                       | Маделина Босняк                 | 6:1 6:0       | 3-1       |
| Одиночные матчи | 5. | Михел Герардс                      | Барбара Ладо                    | 3:6 6:3 1:0   | 4-1       |
| Одиночные матчи | 6. | Станислава Грозенска               | Ребекка Фалтус                  | 6:0 6:0       | 5-1       |
| Парные матчи    | 1. | Екатерина Бычкова Юлия Бабилон     | Мелани Клаффнер Штефани Герляйн | 7:6(6) 7:6(7) | 6-1 (1-0) |
| Парные матчи    | 2. | Патриция Майр Лаура Поус Тио       | Татьяна Пряхин Барбара Ладо     | 6:0 6:0       | 7-1 (2-0) |
| Парные матчи    | 3. | Михел Герардс Станислава Грозенска | Маделина Босняк Ребекка Фалтус  | 6:3 6:1       | 8-1 (3-0) |

### 4-й день (6 июня2010)
|                 |    | TC ZWS Moers 08                    | THC im VfL Bochum                  | Счёт          | Итог      |
| --------------- | -- | ---------------------------------- | ---------------------------------- | ------------- | --------- |
| Одиночные матчи | 1. | Юлия Гёргес                        | Луция Градецкая                    | 6:4 7:5       | 1-0       |
| Одиночные матчи | 2. | Цветана Пиронкова                  | Зузана Кучова                      | 6:1 4:6 10:12 | 1-1       |
| Одиночные матчи | 3. | Патриция Майр                      | Доминика Ноциярова                 | 6:3 6:0       | 2-1       |
| Одиночные матчи | 4. | Сабина Клашка                      | Магдалена Кищинска                 | 6:2 6:1       | 3-1       |
| Одиночные матчи | 5. | Михел Герардс                      | Нина Цандер                        | 0:6 0:6       | 3-2       |
| Одиночные матчи | 6. | Станислава Грозенска               | Роми Кёльцер                       | 6:3 6:2       | 4-2       |
| Парные матчи    | 1. | Юлия Гёргес Цветана Пиронкова      | Луция Градецкая Доминика Ноциярова | 7:5 6:1       | 5-2 (1-0) |
| Парные матчи    | 2. | Сабина Клашка Михел Герардс        | Магдалена Кищинска Роми Кёльцер    | 7:5 6:0       | 6-2 (2-0) |
| Парные матчи    | 3. | Патриция Майр Станислава Грозенска | Нина Цандер Карина Кемпфер         | 6:4 6:2       | 7-2 (3-0) |

|                 |    | TEC Waldau Stuttgart            | TC Karlsruhe Rüppurr           | Счёт    | Итог      |
| --------------- | -- | ------------------------------- | ------------------------------ | ------- | --------- |
| Одиночные матчи | 1. | Кирстен Флипкенс                | Реца-Луца Яни                  | 6:1 6:3 | 1-0       |
| Одиночные матчи | 2. | Кристина Барруа                 | Штефани Герляйн                | 6:0 6:2 | 2-0       |
| Одиночные матчи | 3. | Ивонн Мойсбургер                | Скарлетт Вернер                | 6:1 6:0 | 3-0       |
| Одиночные матчи | 4. | Юханна Ларссон                  | Татьяна Пряхин                 | 6:0 6:4 | 4-0       |
| Одиночные матчи | 5. | Корина Перкович                 | Барбара Ладо                   | 6:1 6:4 | 5-0       |
| Одиночные матчи | 6. | Ясмин Вёр                       | Беттина Ротфус                 | 6:0 6:0 | 6-0       |
| Парные матчи    | 1. | Кирстен Флипкенс Ясмин Вёр      | Штефани Герляйн Барбара Ладо   | 6:4 6:3 | 7-0 (1-0) |
| Парные матчи    | 2. | Ивонн Мойсбургер Юханна Ларссон | Реца-Луца Яни Беттина Ротфус   | 6:0 6:4 | 8-0 (2-0) |
| Парные матчи    | 3. | Кристина Барруа Корина Перкович | Скарлетт Вернер Татьяна Пряхин | 6:3 6:3 | 9-0 (3-0) |

|                 |    | TC Zamek Benrath                      | Vacono TC Radolfzell             | Счёт            | Итог      |
| --------------- | -- | ------------------------------------- | -------------------------------- | --------------- | --------- |
| Одиночные матчи | 1. | Барбора Заглавова-Стрыцова            | Анжелика Кербер                  | 3:6 6:0 10:8    | 1-0       |
| Одиночные матчи | 2. | Юлия Шруфф                            | Татьяна Малек                    | 6:0 6:7(5) 8:10 | 1-1       |
| Одиночные матчи | 3. | Ирина-Камелия Бегу                    | Эдина Галловиц                   | 4:6 3:6         | 1-2       |
| Одиночные матчи | 4. | Ева Бирнерова                         | Катрин Вёрле                     | 5:7 6:4 10:8    | 2-2       |
| Одиночные матчи | 5. | Лаура Зигемунд                        | Марта Домаховска                 | 6:3 1:6 5:10    | 2-3       |
| Одиночные матчи | 6. | Вероника Коларова                     | Юлия Бейгельзимер                | 6:7(10) 1:6     | 2-4       |
| Парные матчи    | 1. | Барбора Заглавова-Стрыцова Юлия Шруфф | Анжелика Кербер Ленка Твароскова | 1:6 3:6         | 2-5 (0-1) |
| Парные матчи    | 2. | Ирина-Камелия Бегу Мара Сантанжело    | Эдина Галловиц Марта Домаховска  | 6:7(5) 2:6      | 2-6 (0-2) |
| Парные матчи    | 3. | Ева Бирнерова Лаура Зигемунд          | Татьяна Малек Жанетт Гусарова    | 4:6 2:6         | 2-7 (0-3) |

### 5-й день (27 июня2010)
|                 |    | Vacono TC Radolfzell             | TC ZWS Moers 08                    | Счёт            | Итог        |
| --------------- | -- | -------------------------------- | ---------------------------------- | --------------- | ----------- |
| Одиночные матчи | 1. | Сибиль Баммер                    | Екатерина Бычкова                  | 6:4 6:3         | 1-0         |
| Одиночные матчи | 2. | Анжелика Кербер                  | Патриция Майр                      | 7:5 6:0         | 2-0         |
| Одиночные матчи | 3. | Татьяна Малек                    | Юлия Бабилон                       | 6:0 2:2 - отказ | 3-0         |
| Одиночные матчи | 4. | Эдина Галловиц                   | Сабина Клашка                      | 6:1 6:3         | 4-0         |
| Одиночные матчи | 5. | Катрин Вёрле                     | Михел Герардс                      | 6:2 6:3         | 5-0         |
| Одиночные матчи | 6. | Марта Домаховска                 | Станислава Грозенска               | 1:6 4:6         | 5-1         |
| Парные матчи    | 1. | Сибиль Баммер Татьяна Малек      | Патриция Майр Юлия Бабилон         | 1:4 - отказ     | 6-1 ( 1-0 ) |
| Парные матчи    | 2. | Анжелика Кербер Ленка Твароскова | Екатерина Бычкова Сабина Клашка    | 6:2 6:3         | 7-1 ( 2-0 ) |
| Парные матчи    | 3. | Эдина Галловиц Жанетт Гусарова   | Михел Герардс Станислава Грозенска | 6:4 6:4         | 8-1 ( 3-0 ) |

|                 |    | THC im VfL Bochum                     | TC Karlsruhe Rüppurr             | Счёт         | Итог        |
| --------------- | -- | ------------------------------------- | -------------------------------- | ------------ | ----------- |
| Одиночные матчи | 1. | Зузана Кучова                         | Полона Херцог                    | 5:7 5:7      | 0-1         |
| Одиночные матчи | 2. | Доминика Ноциярова                    | Штефани Фёгеле                   | 5:7 6:4 10:0 | 1-1         |
| Одиночные матчи | 3. | Мария Кондратьева                     | Иоана Ралука Олару               | 3:6 0:6      | 1-2         |
| Одиночные матчи | 4. | Магдалена Кищинска                    | Мэнди Минелла                    | 0:6 1:6      | 1-3         |
| Одиночные матчи | 5. | Нина Цандер                           | Штефани Герляйн                  | 6:3 4:6 7:10 | 1-4         |
| Одиночные матчи | 6. | Софи Лефевр                           | Скарлетт Вернер                  | 0:6 2:6      | 1-5         |
| Парные матчи    | 1. | Зузана Кучова Нина Цандер             | Полона Херцог Иоана Ралука Олару | 2:6 2:6      | 1-6 ( 0-1 ) |
| Парные матчи    | 2. | Доминика Ноциярова Магдалена Кищинска | Штефани Фёгеле Мэнди Минелла     | 3:6 1:6      | 1-7 ( 0-2 ) |
| Парные матчи    | 3. | Мария Кондратьева Софи Лефевр         | Штефани Герляйн Скарлетт Вернер  | 6:4 6:2      | 2-7 ( 1-2 ) |

|                 |    | TC WattExtra Bocholt                   | TEC Waldau Stuttgart             | Счёт            | Итог        |
| --------------- | -- | -------------------------------------- | -------------------------------- | --------------- | ----------- |
| Одиночные матчи | 1. | Луция Шафаржова                        | Кирстен Флипкенс                 | 6:1 7:5         | 1-0         |
| Одиночные матчи | 2. | Анна-Лена Грёнефельд                   | Ивонн Мойсбургер                 | 2:6 6:3 11:9    | 2-0         |
| Одиночные матчи | 3. | Аранча Парра Сантонха                  | Кристина Кучова                  | 6:0 - отказ     | 3-0         |
| Одиночные матчи | 4. | Анастасия Екимова                      | Лина Станчюте                    | 4:6 6:3 11:9    | 4-0         |
| Одиночные матчи | 5. | Юстина Оцга                            | Энн Кремер                       | 4:6 7:5 6:10    | 4-1         |
| Одиночные матчи | 6. | Аманда Хопманс                         | Корина Перкович                  | 6:7(4) 6:1 10:6 | 5-1         |
| Парные матчи    | 1. | Луция Шафаржова Аранча Парра Сантонха  | Ивонн Мойсбургер Корина Перкович | 6:1 6:3         | 6-1 ( 1-0 ) |
| Парные матчи    | 2. | Анна-Лена Грёнефельд Анастасия Екимова | Кирстен Флипкенс Ясмин Вёр       | 6:4 6:70 2:10   | 6-2 ( 1-1 ) |
| Парные матчи    | 3. | Юстина Оцга Ванесса Хенке              | Энн Кремер Лина Станчюте         | 2:6 6:3 10:12   | 6-3 ( 1-2 ) |

### 6-й день (9 июля2010)
|                 |    | TEC Waldau Stuttgart             | TC ZWS Moers 08                    | Счёт          | Итог      |
| --------------- | -- | -------------------------------- | ---------------------------------- | ------------- | --------- |
| Одиночные матчи | 1. | Кирстен Флипкенс                 | Юлия Бабилон                       | 6:2 6:3       | 1-0       |
| Одиночные матчи | 2. | Лина Станчюте                    | Сабина Клашка                      | 7:5 5:7 12:10 | 2-0       |
| Одиночные матчи | 3. | Энн Кремер                       | Михел Герардс                      | 6:2 6:4       | 3-0       |
| Одиночные матчи | 4. | Корина Перкович                  | Станислава Грозенска               | 6:3 6:3       | 4-0       |
| Одиночные матчи | 5. | Ясмин Вёр                        | Катрин Леверс                      | 6:3 6:0       | 5-0       |
| Одиночные матчи | 6. | Анастасия Вагнер                 | Анна Мария Леверс                  | 1:6 3:6       | 5-1       |
| Парные матчи    | 1. | Лина Станчюте Энн Кремер         | Юлия Бабилон Анна Мария Леверс     | 6:3 5:7 10:4  | 6-1 (1-0) |
| Парные матчи    | 2. | Кирстен Флипкенс Ясмин Вёр       | Михел Герардс Станислава Грозенска | 6:2 7:6(2)    | 7-1 (2-0) |
| Парные матчи    | 3. | Корина Перкович Анастасия Вагнер | Сабина Клашка Сабина Краузе        | 3:6 2:6       | 7-2 (2-1) |

|                 |    | TC WattExtra Bocholt                  | THC im VfL Bochum                    | Счёт            | Итог      |
| --------------- | -- | ------------------------------------- | ------------------------------------ | --------------- | --------- |
| Одиночные матчи | 1. | Анна-Лена Грёнефельд                  | Зузана Кучова                        | 6:3 6:2         | 1-0       |
| Одиночные матчи | 2. | Клара Закопалова                      | Доминика Ноциярова                   | 6:2 6:1         | 2-0       |
| Одиночные матчи | 3. | Екатерина Иванова                     | Мария Кондратьева                    | 6:4 3:6 10:2    | 3-0       |
| Одиночные матчи | 4. | Юстина Оцга                           | Магдалена Кищинска                   | 6:1 6:4         | 4-0       |
| Одиночные матчи | 5. | Аманда Хопманс                        | Нина Цандер                          | 6:1 6:7(3) 10:5 | 5-0       |
| Одиночные матчи | 6. | Ванесса Хенке                         | Софи Лефевр                          | 7:6(0) 7:5      | 6-0       |
| Парные матчи    | 1. | Анна-Лена Грёнефельд Клара Закопалова | Доминика Ноциярова Нина Цандер       | 4:6 6:0 10:7    | 7-0 (1-0) |
| Парные матчи    | 2. | Екатерина Иванова Юстина Оцга         | Зузана Кучова Софи Лефевр            | 6:3 6:4         | 8-0 (2-0) |
| Парные матчи    | 3. | Ванесса Хенке Аманда Хопманс          | Мария Кондратьева Магдалена Кищинска | 7:6(0) 4:6 8:10 | 8-1 (2-1) |

|                 |    | TC Karlsruhe Rüppurr            | TC Zamek Benrath              | Счёт         | Итог      |
| --------------- | -- | ------------------------------- | ----------------------------- | ------------ | --------- |
| Одиночные матчи | 1. | Мэнди Минелла                   | Лилия Остерло                 | 1:6 2:6      | 0-1       |
| Одиночные матчи | 2. | Реца-Луца Яни                   | Юлия Шруфф                    | 5:7 1:6      | 0-2       |
| Одиночные матчи | 3. | Штефани Герляйн                 | Ирина-Камелия Бегу            | 7:5 1:6 7:10 | 0-3       |
| Одиночные матчи | 4. | Скарлетт Вернер                 | Ева Бирнерова                 | 6:7(0) 1:6   | 0-4       |
| Одиночные матчи | 5. | Татьяна Пряхин                  | Грета Арн                     | 3:6 0:6      | 0-5       |
| Одиночные матчи | 6. | Маделина Босняк                 | Лаура Зигемунд                | 2:6 3:6      | 0-6       |
| Парные матчи    | 1. | Мэнди Минелла Штефани Фёгеле    | Юлия Шруфф Ирина-Камелия Бегу | 6:3 6:4      | 1-6 (1-0) |
| Парные матчи    | 2. | Реца-Луца Яни Татьяна Пряхин    | Лилия Остерло Гана Бирнерова  | 6:4 1:6 6:10 | 1-7 (1-1) |
| Парные матчи    | 3. | Штефани Герляйн Скарлетт Вернер | Грета Арн Лаура Зигемунд      | 1:6 2:6      | 1-8 (1-2) |

### 7-й день (11 июля2010)
|                 |    | TC Zamek Benrath              | TEC Waldau Stuttgart             | Счёт         | Итог      |
| --------------- | -- | ----------------------------- | -------------------------------- | ------------ | --------- |
| Одиночные матчи | 1. | Лилия Остерло                 | Кирстен Флипкенс                 | 3:6 0:6      | 0-1       |
| Одиночные матчи | 2. | Юлия Шруфф                    | Лина Станчюте                    | 6:4 6:1      | 1-1       |
| Одиночные матчи | 3. | Ирина-Камелия Бегу            | Энн Кремер                       | 6:4 4:6 10:6 | 2-1       |
| Одиночные матчи | 4. | Ева Бирнерова                 | Корина Перкович                  | 6:7(0) 5:7   | 2-2       |
| Одиночные матчи | 5. | Грета Арн                     | Ясмин Вёр                        | 6:3 6:3      | 3-2       |
| Одиночные матчи | 6. | Лаура Зигемунд                | Анастасия Вагнер                 | 6:2 6:4      | 4-2       |
| Парные матчи    | 1. | Лилия Остерло Ева Бирнерова   | Лина Станчюте Энн Кремер         | 6:3 6:4      | 5-2 (1-0) |
| Парные матчи    | 2. | Юлия Шруфф Ирина-Камелия Бегу | Кирстен Флипкенс Ясмин Вёр       | 1:6 4:6      | 5-3 (1-1) |
| Парные матчи    | 3. | Грета Арн Лаура Зигемунд      | Корина Перкович Анастасия Вагнер | 6:3 6:0      | 6-3 (2-1) |

|                 |    | TC ZWS Moers 08                        | TC WattExtra Bocholt                    | Счёт            | Итог      |
| --------------- | -- | -------------------------------------- | --------------------------------------- | --------------- | --------- |
| Одиночные матчи | 1. | Екатерина Бычкова                      | Анна-Лена Грёнефельд                    | 6:7(8) 6:2 5:10 | 0-1       |
| Одиночные матчи | 2. | Патриция Майр                          | Аранча Парра Сантонха                   | 7:5 4:6 7:10    | 0-2       |
| Одиночные матчи | 3. | Юлия Бабилон                           | Анастасия Екимова                       | 4:6 6:4 10:7    | 1-2       |
| Одиночные матчи | 4. | Сабина Клашка                          | Юстина Оцга                             | 6:4 4:6 11:9    | 2-2       |
| Одиночные матчи | 5. | Станислава Грозенска                   | Аманда Хопманс                          | 6:2 6:0         | 3-2       |
| Одиночные матчи | 6. | Линда Сентис                           | Ванесса Хенке                           | 3:6 4:6         | 3-3       |
| Парные матчи    | 1. | Патриция Майр Юлия Бабилон             | Аранча Парра Сантонха Анастасия Екимова | 4:6 6:4 11:13   | 3-4 (0-1) |
| Парные матчи    | 2. | Екатерина Бычкова Станислава Грозенска | Анна-Лена Грёнефельд Юстина Оцга        | 3:6 6:2 4:10    | 3-5 (0-2) |
| Парные матчи    | 3. | Сабина Клашка Михел Герардс            | Аманда Хопманс Ванесса Хенке            | 1:6 3:6         | 3-6 (0-3) |

|                 |    | TC Karlsruhe Rüppurr            | Vacono TC Radolfzell             | Счёт          | Итог      |
| --------------- | -- | ------------------------------- | -------------------------------- | ------------- | --------- |
| Одиночные матчи | 1. | Штефани Фёгеле                  | Сибиль Баммер                    | 6:4 7:6(6)    | 1-0       |
| Одиночные матчи | 2. | Мэнди Минелла                   | Анжелика Кербер                  | 0:6 4:6       | 1-1       |
| Одиночные матчи | 3. | Мелани Клаффнер                 | Татьяна Малек                    | 4:6 3:6       | 1-2       |
| Одиночные матчи | 4. | Реца-Луца Яни                   | Эдина Галловиц                   | 2:6 5:7       | 1-3       |
| Одиночные матчи | 5. | Штефани Герляйн                 | Катрин Вёрле                     | 6:1 3:6 12:10 | 2-3       |
| Одиночные матчи | 6. | Скарлетт Вернер                 | Марта Домаховска                 | 6:3 6:1       | 3-3       |
| Парные матчи    | 1. | Штефани Фёгеле Мэнди Минелла    | Анжелика Кербер Ленка Тварошкова | 7:5 6:4       | 4-3 (1-0) |
| Парные матчи    | 2. | Мелани Клаффнер Штефани Герляйн | Эдина Галловиц Марта Домаховска  | 4:6 3:6       | 4-4 (1-1) |
| Парные матчи    | 3. | Реца-Луца Яни Скарлетт Вернер   | Татьяна Малек Жанетт Гусарова    | 0:6 3:6       | 4-5 (1-2) |

## Итоговая таблица[1]
|    | Команда              | СВ | Очки | Матчи | Сеты  | Геймы   |
| -- | -------------------- | -- | ---- | ----- | ----- | ------- |
| 1. | Vacono TC Radolfzell | 6  | 10-2 | 34-20 | 73-43 | 541-437 |
| 2. | TC WattExtra Bocholt | 6  | 10-2 | 34-20 | 75-54 | 544-479 |
| 3. | TC Zamek Benrath     | 6  | 8-4  | 30-24 | 66-53 | 532-446 |
| 4. | TEC Waldau Stuttgart | 6  | 6-6  | 34-20 | 76-47 | 547-439 |
| 5. | TC ZWS Moers 08      | 6  | 4-8  | 25-29 | 57-62 | 484-478 |
| 6. | TC Karlsruhe Rüppurr | 6  | 2-10 | 16-38 | 37-79 | 380-560 |
| 7. | THC im VfL Bochum    | 6  | 2-10 | 16-38 | 37-83 | 391-580 |

СВ — сыграно матчевых встреч. 